# Eucarta virgo
Eucarta virgo, auch Rosagraue Beifußeule genannt, ist ein Schmetterling (Nachtfalter) aus der Familie der Eulenfalter (Noctuidae).

## Merkmale
Die Flügelspannweite der Falter beträgt etwa 25 bis 34 Millimeter. Die Grundfarbe ist ein helleres Braun. Nahe dem Flügelansatz verläuft eine weiße Linie von vorne schräg nach außen hinten. Im äußeren Viertel befindet sich eine leicht geschwungene weiße Linie, die von vorne außen nach hinten innen verläuft und damit mit der vorderen weißen Linie (und geschlossenen Flügeln) und dem Vorderende der Vorderflügel annähernd ein Dreieck bildet. In diesem Dreieck liegen vier breite, abwechselnd braune und weiße Zonen, die vom Vorderrand bis etwa zur Mitte des Flügels reichen. Die distale weiße Zone verläuft parallel der äußeren weißen Linie, die folgende braune Zone ist dreieckig, und die zum Flügelansatz folgenden zwei Zonen verlaufen parallel der vorderen weißen Linie. An den Flügelspitzen ist ein kurzer Pfeilstrich vorhanden. Die Termen sind weißlich gefolgt von rötlichbraunen Streifen. Das hellgelbliche Ei weist eine dunkle Basis mit der Mikropylzone auf. Die Raupen sind gelb mit gelblichgrünen Rücken- und Nebenrückenlinien. Auf jedem Segment befinden sich sechs gelbe Punkte. Die Seitenlinien sind weiß und oben von einer roten Linie begleitet. Die dunkelbraune Puppe ist relativ kurz; die Flügelscheiden schimmern grünlich.

## Geographische Verbreitung und Lebensraum
Das Hauptverbreitungsgebiet dieser Art ist Süd- und Südosteuropa. Seit den 1990er Jahren erweitert die Art ihr Verbreitungsgebiet immer weiter noch Mittel- und Nordeuropa. 1998 wurden erstmals Exemplare in Sachsen gefunden, 2001 erstmals in Brandenburg. Auch in Bayern und Sachsen-Anhalt ist die Art inzwischen bodenständig. Einzelexemplare wurden auch schon in Dänemark, Südschweden und Finnland nachgewiesen. Das Verbreitungsgebiet erstreckt sich weiter von Südrussland, Sibirien, Kasachstan, bis in den Russischen Fernen Osten, die Koreanische Halbinsel, Nordchina und Japan.
Die Art kommt ursprünglich in der warmen Steppe, offenen Gras- und Buschländern vor. In Zentral- und Südeuropa kommt sie auch an feuchten und kühleren Stellen, wie z. B. Flusstälern, Flussufern und Seeufern vor.

## Lebensweise
Die Art fliegt in zwei Generationen von Mai bis Juli und August bis September. In besonders günstigen Regionen wird noch eine dritte Generation gebildet. Die Falter sind nachtaktiv. Sie fliegen künstliche Lichtquellen an und kommen zum Köder. Die Raupen sind hauptsächlich im Juli und August zu finden. Sie leben vor allem an Beifuß (Artemisia vulgaris), Feld-Beifuß (Artemisia campestris) und Rainfarn (Tanacetum vulgare) vor. Fibiger geben auch „andere krautigen Pflanzen, wie Taraxacum und Mentha“ als Raupennahrungspflanzen an. Ebenso die Autoren Deschka und Wimmer; die Art lebt praktisch ausschließlich in Feuchtbiotopen.